# Диоцез Хадерслева
Диоцез Хадерслева (дат. Haderslev Stift) — один из десяти диоцезов Церкви Дании. Основан в 1922 году. На 2016 год прихожанами являются 81,2% населения.
Кафедральным собором диоцеза является Хадерслевский собор.
Помимо местных церквей диоцез также управляет Церковью Дании в немецком Южном Шлезвиге.

## Епископы
- Ове Вальдемар Аммундсен: 1923 — 1936
- Карл Вульф Ноак: 1936 — 1955
- Фроде Бейер: 1956 — 1964
- Тиг Вильгельм Краг: 1964 — 1980
- Олав Кристиан Линдегор: 1980 — 1999
- Нильс Хенрик Арендт: 1999 — 2013
- Марианне Кристиансен: 2013 — настоящее время